# غريغ راندال
غريغ راندال (بالإنجليزية: Greg Randall)‏ هو لاعب كرة قدم أمريكية أمريكي، ولد في 23 يونيو 1978 في غالفستون في الولايات المتحدة.

## وصلات خارجية
- غريغ راندال على موقع مرجع كرة القدم المحترفة.كوم (الإنجليزية)